# 南惠特克斯鎮區 (北卡羅萊納州納什縣)
南惠特克斯鎮區（英語：South Whitakers Township）是位於美國北卡羅萊納州納什縣的一個鎮區。

## 地方資料
南惠特克斯鎮區的面積為60.34平方千米，皆為陸地。根據2020年美國人口普查的數據，當地共有人口2030人，而人口密度為每平方千米33.64人。